# HBS Craeyenhout
El Hout Braef Stant Craeyenhout (també conegut com a HBS Craeyenhout o HBS Den Haag) és un club de futbol neerlandès de la ciutat de La Haia.
El club va ser fundat el 1893. Entre 1896 i 1954 va jugar a la màxima divisió neerlandesa, essent tres cops campió nacional. Amb l'arribada del professionalisme, el club continuà amb estatus amateur.

## Palmarès
- Lliga neerlandesa de futbol:[3]
  - 1903-04, 1905-06, 1924-25
- Copa neerlandesa de futbol:[4]
  - 1901, 1908

## Jugadors destacats
Els següents jugadors van ser convocats per representar les seves seleccions nacionals mentre jugaven a l'HBS:
- Charles van Baar van Slangenburgh (1920–1926)
- Beb Bakhuys (1925–1926; 1935–1937)
- Kees Bekker (1900–1911)
- Joop Boutmy (1910–1915; 1918–1919; 1922)
- Frans de Bruijn Kops (1904–1909)
- Harry Dénis (1911–1934)
- Karel Gleenewinkel Kamperdijk (1901–1923)
- Vic Gonsalves (1906–1912)
- Hans van Kesteren (1927–1937)
- Terus Küchlin (1924–1930)
- Harry Kuneman (1906–1912)
- Jampie Kuneman (1941–1951)
- Anton Lens (1903–1909)
- Evert Mul (1929–1938; 1939)
- Eddy de Neve (1905–1906)
- Oscar van Rappard (1912–1921)
- Toine van Renterghem (1905–1911)
- Felix Smeets (1924–1930)
- Piet Valkenburg (1906–1913)
- Henk Vermetten (1921–1935)

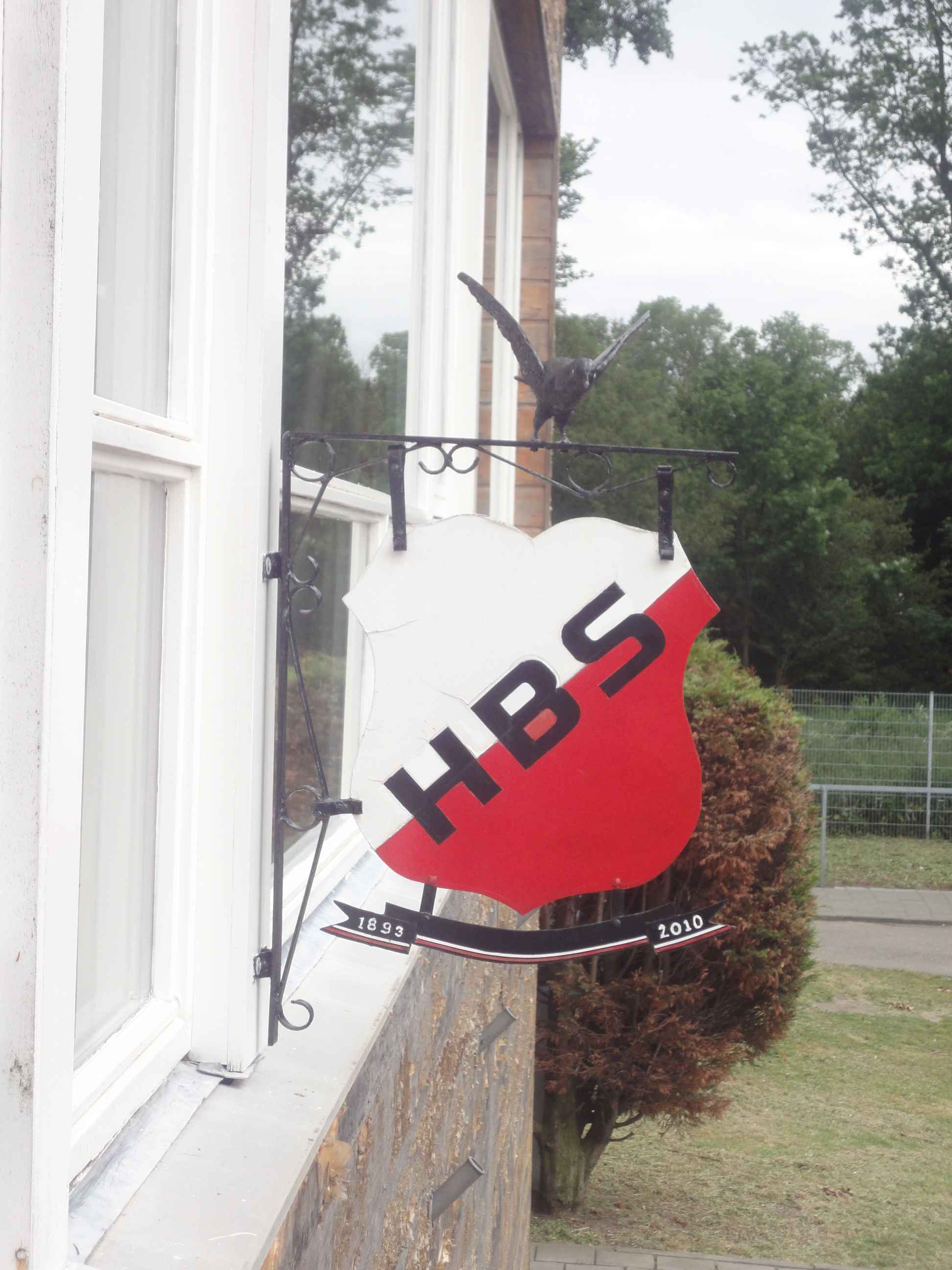
Escut del club